# Dryas titio
Dryas titio är en fjärilsart som beskrevs av Hans Ferdinand Emil Julius Stichel 1907. Dryas titio ingår i släktet Dryas och familjen praktfjärilar. Inga underarter finns listade i Catalogue of Life.